# Campionati del mondo di mountain bike 2002
I Campionati del mondo di mountain bike 2002 (en.: 2002 UCI Mountain Bike & Trials World Championships), tredicesima edizione della competizione, furono disputati a Kaprun e a Zell am See, in Austria, tra il 28 agosto e il 1º settembre.

## Eventi
Si gareggiò nelle tre discipline della mountain bike, cross country, downhill e four-cross e nel trial.

## Medagliere
| Pos.   | Nazione     | Oro | Argento | Bronzo | Totale |
| ------ | ----------- | --- | ------- | ------ | ------ |
| 1      | Francia     | 5   | 3       | 1      | 9      |
| 2      | Australia   | 3   | 1       | 3      | 7      |
| 3      | Canada      | 2   | 0       | 1      | 3      |
| 4      | Stati Uniti | 1   | 0       | 1      | 2      |
| 5      | Norvegia    | 1   | 0       | 0      | 1      |
| 6      | Regno Unito | 0   | 3       | 0      | 3      |
| 7      | Svizzera    | 0   | 1       | 2      | 3      |
| 8      | Belgio      | 0   | 1       | 0      | 1      |
| 8      | Polonia     | 0   | 1       | 0      | 1      |
| 8      | Russia      | 0   | 1       | 0      | 1      |
| 8      | Austria     | 0   | 1       | 0      | 1      |
| 12     | Italia      | 0   | 0       | 1      | 1      |
| 12     | Germania    | 0   | 0       | 1      | 1      |
| 12     | Rep. Ceca   | 0   | 0       | 1      | 1      |
| 12     | Ecuador     | 0   | 0       | 1      | 1      |
| Totale | Totale      | 12  | 12      | 12     | 36     |

## Sommario degli eventi
| Eventi                       | Oro                            | Tempo                    | Argento                     | Tempo   | Bronzo                       | Tempo   |
| Cross country                |                                |                          |                             |         |                              |         |
| Uomini Elite dettagli        | Roland Green Canada            | 2h19'02                  | Filip Meirhaeghe Belgio     | a 19"   | Thomas Frischknecht Svizzera | a 1'45" |
| Uomini Under-23 dettagli     | Julien Absalon Francia         | 1h59'01"                 | Ralph Näf Svizzera          | a 2'32" | Ryder Hesjedal Canada        | a 3'33" |
| Uomini Junior dettagli       | Trent Lowe Australia           | 1h17'14"                 | Jurij Trofimov Russia       | a 1'58" | Tony Longo Italia            | a 2'13" |
| Donne Elite dettagli         | Gunn-Rita Dahle Norvegia       | 2h14'05"                 | Anna Szafraniec Polonia     | a 1'23" | Sabine Spitz Germania        | a 2'48" |
| Donne Junior dettagli        | Lisa Mathison Australia        | 1h14'08"                 | Elisabeth Osl Austria       | a 2'31" | Petra Bublová Rep. Ceca      | a 3'35" |
| Team relay                   |                                |                          |                             |         |                              |         |
| Staffetta a squadre dettagli | Canada                         | a 1h43'36"               | Francia                     | a 43"   | Svizzera                     | a 1'24" |
| Downhill                     |                                |                          |                             |         |                              |         |
| Uomini Elite dettagli        | Nicolas Vouilloz Francia       | 5'08"53 Media 37,34 km/h | Steve Peat Regno Unito      | a 0"54  | Chris Kovarik Australia      | a 5"35  |
| Uomini Junior dettagli       | Samuel Hill Australia          | 5'22"01 Media 35,77 km/h | Gee Atherton Regno Unito    | a 1"61  | Justin Havukainen Australia  | a 2"61  |
| Donne Elite dettagli         | Anne-Caroline Chausson Francia | 5'45"58 Media 33,34 km/h | Fionn Griffiths Regno Unito | a 6"60  | Missy Giove Australia        | a 10"56 |
| Donne Junior dettagli        | Emmeline Ragot Francia         | 6'27"4 Media 29,74 km/h  | Claire Bauchet Francia      | a 7"59  | Diana Marggraff Ecuador      | a 10"95 |
| Four-cross                   |                                |                          |                             |         |                              |         |
| Uomini dettagli              | Brian Lopes Stati Uniti        |                          | Cédric Gracia Francia       |         | Eric Carter Stati Uniti      |         |
| Donne dettagli               | Anne-Caroline Chausson Francia |                          | Katrina Miller Australia    |         | Sabrina Jonnier Francia      |         |

| Eventi                     | Oro                         | Penalità | Argento                     | Penalità | Bronzo                      | Penalità |
| Trials                     |                             |          |                             |          |                             |          |
| Uomini Elite 26" dettagli  | Kenny Belaey Belgio         | 8        | Marc Vinco Francia          | 9        | Marc Caisso Francia         | 10       |
| Uomini Elite 20" dettagli  | Marco Hösel Germania        | 11       | Juan Antonio Linares Spagna | 12       | Peter Barták Slovacchia     | 13       |
| Uomini Junior 26" dettagli | Giacomo Coustellier Francia | 0        | Gilles Coustellier Francia  | 1        | Marc Soulas Francia         | 7        |
| Uomini Junior 20" dettagli | Gilles Coustellier Francia  | 9        | Diego Barrio Roa Spagna     | 11       | Giacomo Coustellier Francia | 13       |
| Donne dettagli             | Karin Moor Svizzera         | 10       | Lucie Miramond Francia      | 28       | Floriane Combe Francia      | 36       |